# 루이 18세
루이 18세(프랑스어: Louis XVIII, 1755년 11월 17일~1824년 9월 16일)는 부르봉 왕가의 여섯 번째 군주(재위 1814년~1824년)이다. 루이 15세의 왕태자인 루이 페르디낭의 아들로 루이 16세의 남동생이다. 본명은 루이 스타니슬라스 그자비에(Louis Stanaslas Xavier)이다.

## 생애
국왕이 되기 전에는 프로방스 백작으로 불렸으며, 형인 루이 16세가 즉위하자 국왕의 바로 밑의 남동생에게 내려지는 칭호인 무슈로 알려졌다. 1771년 사르데냐 왕의 딸인 마리아 주세피나와 결혼하였으나, 두 사람 사이에는 아이가 없었다.
1789년, 프랑스 혁명이 일어나자 영국으로 망명하였다. 1793년 왕과 왕비가 처형당하자 스스로를 조카인 왕세자 루이 샤를의 섭정으로 선포했으며, 1795년 혁명 정부에 의해 유폐당한 루이 16세의 아들 루이 샤를이 죽었다는 소문이 돌자 루이 샤를을 루이 17세라고 칭하며, 자신을 루이 18세라고 선언하였다.
1814년, 나폴레옹 1세가 대(對)프랑스 동맹군에 의해 쫓겨나고 이후 빈 회의에서 여러 나라로부터 부르봉 왕가의 복귀가 지지를 얻었기 때문에, 프랑스로 돌아와 왕으로 즉위하였다. 다만 당초엔 연합국으로부터 생사가 확실치 않은 루이 17세의 섭정에 지나지 않았기 때문에 2년간은 명목상의 왕으로 취급되었다. 나폴레옹 1세가 재기를 도모하기 위해 프랑스로 돌아오면서, 루이 18세는 다시 프랑스에서 쫓겨나게 되었다. 그러나 나폴레옹의 복귀는 백일천하로 끝났고, 정권을 인수한 정부 위원회의 요청을 받아 다시 프랑스로 돌아와 복위하여 친정을 실시하였다.
루이 18세는 “나는 혁명 당시의 아무것도 배우지 않았고, 혁명 전의 아무것도 잊지 않았다” 라는 유명한 말을 남겼다. 그는 처음 즉위할 당시 백성에게 입헌 군주제를 약속했고, 실현되었다. 루이 16세 시대에 추방된 귀족의 귀국을 돕는 한편, 노동자와 농민 등 하층민에게도 온건 정책을 취함으로써 국내 안정을 도모했다. 혁명 시절의 자유 사상도 어느 정도 인정해 주었다. 세계 최초로 회계년 개념을 도입하여 적정화를 도모했다. 본인 자신은 온화한 성격의 소유자였지만, 왕제 아르투아 백작(샤를 10세)과 마리 테레즈 샤를로트 등 과격 왕당파 때문에, 즉위 초반에 백색 테러를 다 막을 수 없었다.
1823년에는 같은 부르봉 왕가 출신인 에스파냐 왕실의 정변에 개입하는 등 왕가의 안정을 도모했다. 그러나 말년에 조카인 베리 공작 샤를페르디낭(아르투아 백작의 차남)이 한 시민에 의해 암살된 사건이 일어나자, 지금까지 취해왔던 온건 정책을 중단하였다. 이후 뒤를 이은 동생 샤를 10세는 절대 왕정을 부활시켰다.